# Règle du parallélogramme

En mathématiques, la forme la plus simple de la règle du parallélogramme (ou identité du parallélogramme, ou encore égalité du parallélogramme) est celle de géométrie élémentaire. Elle dit que la somme des carrés des longueurs des quatre côtés d'un parallélogramme est égale à la somme des carrés des longueurs de
ses deux diagonales :
{\displaystyle AB^{2}+BC^{2}+CD^{2}+DA^{2}=AC^{2}+BD^{2}}
ou encore, puisque deux côtés opposés ont même longueur :
(Dans le cas où le parallélogramme est un rectangle, les diagonales sont de longueurs égales, ce qui ramène cette règle au théorème de Pythagore.)

## Formulation vectorielle

Les vecteurs x + y et x – y forment les diagonales du parallélogramme de côtés x et y.

Tout espace affine dont l'espace vectoriel associé est muni d'une norme hérite de ce fait d'une distance. La règle ci-dessus, sur les distances dans un parallélogramme, se traduit sur la norme par l'identité suivante, pour tous vecteurs x et y :
{\displaystyle 2\|x\|^{2}+2\|y\|^{2}=\|x+y\|^{2}+\|x-y\|^{2}.}
En effet par le produit scalaire et les identités remarquables on peut écrire :
{\displaystyle \|x+y\|^{2}=(x+y).(x+y)=\|x\|^{2}+\|y\|^{2}+2(x.y)}
{\displaystyle \|x-y\|^{2}=(x-y).(x-y)=\|x\|^{2}+\|y\|^{2}-2(x.y)}
En faisant la somme le terme 2(x.y) s'annule.

## La règle du parallélogramme dans les espaces préhilbertiens
L'identité ci-dessus est valide dans les espaces préhilbertiens (en particulier les espaces de Hilbert), où la norme est définie à partir du produit scalaire par
{\displaystyle \|x\|^{2}=\langle x,x\rangle .}

## Espaces normés satisfaisant la règle du parallélogramme
La formulation vectorielle ci-dessus a un sens dans tout espace vectoriel normé. Un fait remarquable est que l'identité reste valide seulement si la norme se déduit d'un produit scalaire : c'est le théorème de Fréchet-von Neumann-Jordan (le produit scalaire qui génère cette norme est alors unique, d'après l'identité de polarisation).

## Équivalence avec l'identité de la médiane

Une norme sur un espace vectoriel V vérifie l'identité du parallélogramme si et seulement si elle vérifie l'identité de la médiane : pour tout triangle ABC (dans un espace affine de direction V), en notant E le milieu de [AC]  :
{\displaystyle AB^{2}+BC^{2}={\frac {1}{2}}AC^{2}+2BE^{2}.}
Cette équivalence résulte de l'égalité BD = 2BE, où D désigne le point tel que ABCD soit un parallélogramme. Elle est tout aussi immédiate en comparant la formulation vectorielle ci-dessus de l'identité du parallélogramme et la réécriture de celle de la médiane (avec {\displaystyle x={\overrightarrow {BA}}{\text{ et }}y={\overrightarrow {BC}}}) sous la forme
{\displaystyle \|x\|^{2}+\|y\|^{2}={\frac {1}{2}}\|x-y\|^{2}+2\left\|{\frac {x+y}{2}}\right\|^{2}.}

## Identité du parallélogramme généralisée
Pour tout espace préhilbertien H, on a, plus généralement :
{\displaystyle \forall n\in \mathbb {N} ^{*}\quad \forall x_{1},\ldots ,x_{n}\in H\quad 2^{n}\sum _{i=1}^{n}\|x_{i}\|^{2}=\sum _{(\varepsilon _{1},\ldots ,\varepsilon _{n})\in \{-1,1\}^{n}}\left\|\sum _{i=1}^{n}\varepsilon _{i}x_{i}\right\|^{2}}
(en développant le membre de droite, petit à petit ou directement).
Cette identité permet de montrer que la distance de Banach-Mazur entre ℓp(n) et ℓ2(n) est égale à n|1/p – 1/2|.